# Dieptepsychologie
De dieptepsychologie is ontwikkeld op grond van observatie van het menselijk gedrag in het dagelijkse leven. Dit in tegenstelling tot de leerpsychologie die ontwikkeld werd in laboratoria. 
De dieptepsychologie is voor een groot deel voortgekomen uit de behandeling van mensen met een stemmingsstoornis. De term is afkomstig van  de Zwitserse psychiater Eugen Bleuler.
Onder de dieptepsychologie vallen:
- de psychoanalyse van Sigmund Freud
- de analytische psychologie van Carl Gustav Jung
- de individualpsychologie van Alfred Adler
- de Analytische Therapie van Harry A.J. Rump

## Geschiedenis
Sigmund Freud brak met de vroeger heersende opvatting dat psychisch en bewust hetzelfde zouden kunnen betekenen. Er zijn in het zieleleven namelijk vele verschijnselen die zeker psychisch zijn en toch onbewust. Bewustzijn is dus slechts een kwaliteit, een eigenschap, die het psychische kan bezitten of missen. Slechts een deel van alle psychische verschijnselen speelt zich in het bewustzijn af; een hoogst belangrijk deel verloopt in het onbewuste.
Met als gevolg dat het gedrag van de mens dus niet verklaard kan worden door de oppervlakkige bewustzijnspsychologie. De dieptepsychologie stelt dat dit enkel kan door tot de onbewuste stuwkrachten, het diepere door te dringen met behulp van de analyse van de psychische verschijnselen, de psychoanalyse.

## Belangrijke vertegenwoordigers van de dieptepsychologie
- Sigmund Freud
- Carl Gustav Jung
- Erich Neumann
- Alfred Adler
- Otto Rank